# دويغي ويلكي
دويغي ويلكي (بالإنجليزية: Dougie Wilkie)‏ هو لاعب كرة قدم بريطاني في مركز نصف الجناح، ولد في 25 سبتمبر 1956 في Pollok ‏ في المملكة المتحدة. لعب مع نادي كوينز بارك.